# Stanley Hoffmann
Stanley Hoffmann (Vienna, 27 novembre 1928 – Cambridge, 13 settembre 2015) è stato un politologo austriaco con cittadinanza francese, docente di Scienze politiche all'Università di Harvard.

## Biografia
Cittadino francese dal 1947, Stanley Hoffmann ha trascorso la sua infanzia tra Parigi e Nizza, prima di studiare all'Istituto di studi politici di Parigi, alla facoltà di Diritto di Parigi, poi a Harvard (essendo impossibilitato a passare il concorso all'ENA prima del 1952, a causa delle leggi francesi sulla naturalizzazione). Fa carriera universitaria negli Stati Uniti ed è fondatore del Centro di Studi Europei di Harvard nel 1968.
Stanley Hoffmann ha anche partecipato in quanto esperto di politica al film "Il mondo secondo Bush" che tratta le derive dell'Amministrazione Bush dopo l'elezione di quest'ultimo alla Casa Bianca nel 2000.

## Opere
- 2004 - Gulliver Unbound
- 2003 - L'Amérique vraiment impériale? Entretiens sur le vif avec Frédéric Bozo
- 1998 - World Disorders
- 1997 - The Ethics and Politics of Humanitarian Intervention
- 1995 - The European Sisyphus
- 1986 - Janus and Minerva
- 1983 - La nuova Guerra fredda
- 1981 - Duties Beyond Borders
- 1978 - Primacy or World Order: American Foreign Policy since the Cold War
- 1974 - Essai sur la France, Déclin ou Renouveau
- 1973 - De Gaulle, artiste de la politique
- 1971 - Gulliver empêtré
- 1963 - A la recherche de la France
- 1956 - Il movimento Poujade
- 1974 - Prefazione al libro di Robert Paxton, La Francia di Vichy: 1940-1944

## Onorificenze
- Commandeur de la Légion d'honneur, 2000
- Premio Balzan per la scienza politica, 1996